# Dereck et Beverly Joubert
Dereck et Beverly Joubert sont des écrivains, cinéastes et photographes animaliers travaillant pour la National Geographic Society. Ils vivent au Botswana et sont devenus célèbres par leurs films sur les léopards, les lions (Les Derniers Lions) et les éléphants de l'Okavango.